# JFE商事エレクトロニクス
JFE商事エレクトロニクス株式会社（ジェイエフイーしょうじ-、英称:JFE SHOJI ELECTRONICS CORPORATION）は、JFE商事グループのエレクトロニクス商社。本社を東京都千代田区大手町に置く。

## 概要
集積回路など半導体関連製品、ソリューションを取り扱うDS（デバイスソリューション）営業本部と、実装機などの設備機械、ソリューションを扱うFS（ファクトリーソリューション）営業本部の2本部を事業基盤とし、2024年（令和6年）4月にはDX事業推進センターが新設された。商社という業態でありながら国内外に多数の技術者を擁しているのが特徴。 
海外支店2拠点（シンガポール、台北）、傘下の現地法人5社（マレーシア、タイ、中国、香港、ベトナム）などと併せ8カ国・13拠点を構える。JFEグループ唯一のエレクトロニクス商社として位置付けられる。

## 沿革
- 1986年（昭和61年）- 川鉄商事開発本部内に、半導体グループ、 SMTチーム（実装機）、産業機器チーム等にてエレクトロニクス事業開始。
- 1991年（平成3年）- 川鉄商事にエレクトロニクス本部を設置。「半導体営業部」および「産業機器営業部」発足。
- 1994年（平成6年）- 現マレーシア現地法人Kawasho Engineering Services Malaysia Sdn.Bhd.を設立。
- 1996年（平成8年）- 現タイ法人Kawasho Engineering Services (Thailand) Limitedを設立。
- 2002年（平成14年）
  - 川商エレクトロニクス株式会社を設立。実装機、洗浄機事業を移管。
  - 現上海法人 川鉄商事電子機器上海有限公司を設立。
- 2004年（平成16年）‐ JFE商事ホールディングス株式会社を設立。事業毎（鉄鋼、食品、半導体、不動産）に会社分割し、川商セミコンダクター株式会社を設立。JFE商事ホールディングス傘下とする。
- 2005年（平成17年）‐ 現香港法人 Kawasho Semiconductor Hong Kong Limitedを設立。
- 2011年（平成23年）- JFE商事が持株会社体制の解消を発表。川商セミコンダクターと川商エレクトロニクスを統合し、JFE商事エレクトロニクス株式会社を設立。
- 2018年（平成30年）- ベトナムに JFE Shoji Electronics Vietnam Co.,Ltd.を設立。
- 2022年（令和4年）- 本社を東京都千代田区大手町2‐7-1から同大手町2-2-1に移転

## 海外拠点
- JFE Shoji Electronics Malaysia Sdn.Bhd.
- JFE Shoji Electronics (Thailand) Limited
- 杰富意商事电子（上海）有限公司
- JFE Shoji Electronics Hong Kong Limited （傑富意商事電子香港有限公司）
- JFE Shoji Electronics Vietnam Co.,Ltd.
- JFE Shoji Electronics Corporation Taipei Branch（日商傑富意商事電子股份有限公司）
- JFE Shoji Electronics Corporation Singapore Branch

## 主な仕入れ先
GlobalFoundries、メガチップス、Swissbit、Data Device Corporation（DDC）、パナソニックグループ、エクソンモービルなど